# Smedestraat 33 (Haarlem)

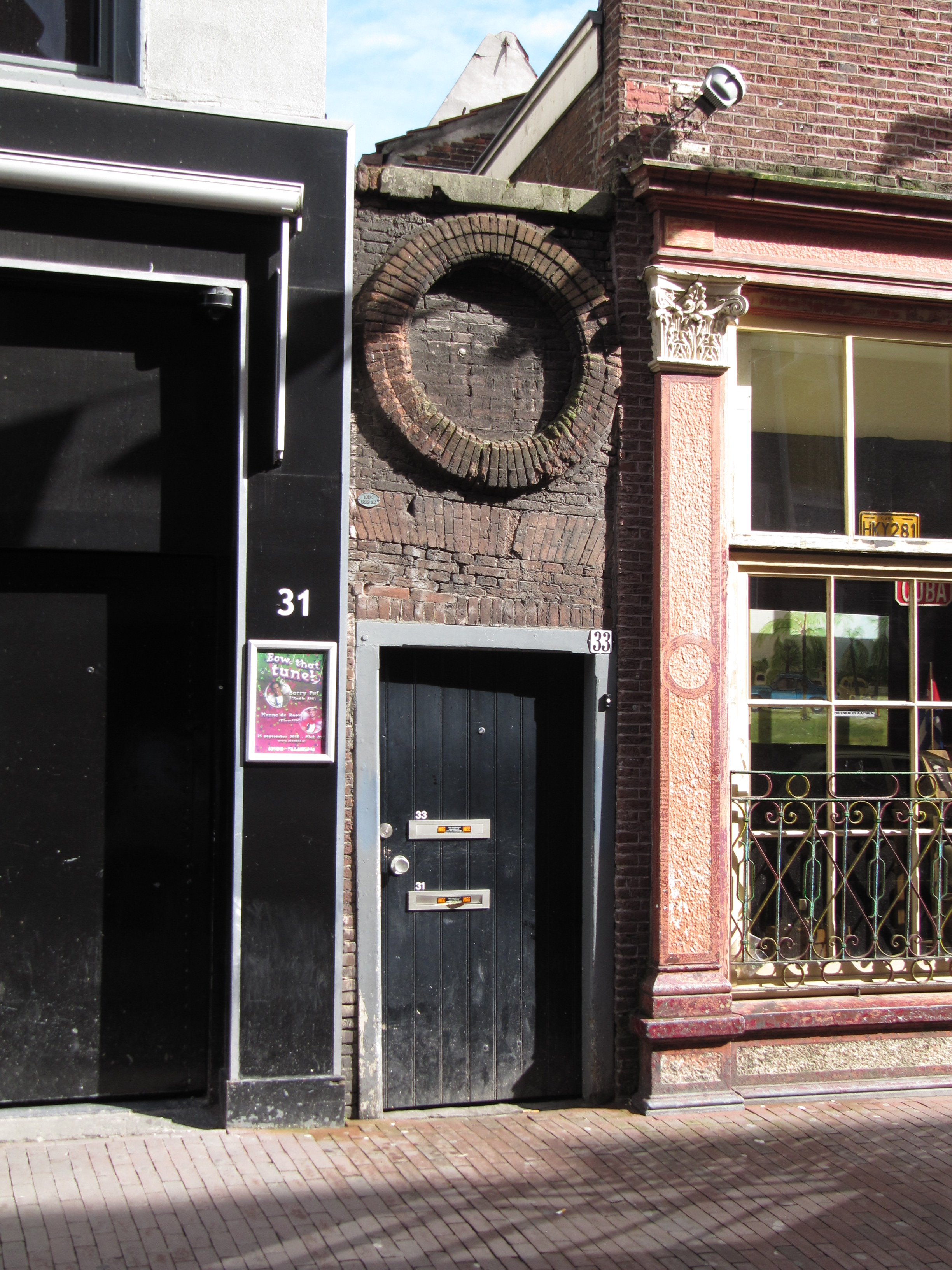
Smedestraat 33, Haarlem (2010)

Smedestraat 33 is een poort in de Smedestraat in Haarlem en is gebouwd in de tweede helft van de 17e eeuw. Boven het poortje bevindt zich een rond blind venster uit deze tijd. Oorspronkelijk deed het poortje dienst als grensafbakening tussen twee woonhuizen. Toen het deze functie verloor vormt het de toegangspoort tot een woonhuis. Het poortje heeft de status van rijksmonument.